# A Thanksgiving Surprise
A Thanksgiving Surprise é um curta-metragem mudo norte-americano de 1910 produzido pela Thanhouser Company. O filme conta história de Jack Clyde, um jovem que vive uma vida vã e ociosa na cidade com seus amigos ricos. Seu tio abastado decide testar o caráter moral do rapaz e faz com que seus advogados anunciem sua morte e doem sua fortuna para caridade. Quando Jack fica sabendo de sua morte, fica sem dinheiro e passa a ser evitado por seus amigos, mas ajudado pelos pobres. Jack luta para sobreviver, mas decide oferecer um jantar de Ação de Graças para os mais pobres do que ele. Seu tio vê que Jack aprendeu a lição e, secretamente, prepara um banquete enquanto Jack dorme. Após a chegada do hóspede, o tio se revela e tudo acaba bem. O filme foi lançado em 22 de novembro de 1910 e recebeu críticas favoráveis. Atualmente, filme é dado como perdido .

## Enredo
Embora o filme seja considerado perdido, uma sinopse sobreviveu no The Moving Picture World de 26 de novembro de 1910. Ele afirma: "Jack Clyde é um jovem rico que foi criado por seu tio endinheirado numa pequena cidade do oeste. Jack decide que quer se mudar para Nova York e é atendido por seu tio, que envia com o rapaz como criado um velho criado fiel, que tem seu bem-estar no coração. Na cidade, Jack aluga apartamentos caros e leva uma vida vã e ociosa. O tio de Jack fica sabendo de sua conduta e elabora um esquema pelo qual pode fazer um teste completo do menino. Ele instrui seus advogados a anunciar sua morte, que toda a fortuna foi para a caridade e Jack ficou sem um tostão. Jack é expulso de seus quartos e rejeitado por seus amigos ricos. Entre os muito pobres, a quem antes desprezava, é tratado como camarada. Eles compartilham com ele seus últimos trocados, e acaba se enturmando com eles e se apaixonando por uma humilde florista. Jack finalmente consegue um emprego como porteiro em um hotel. Seu tio descobre que está planejando dar um jantar de Ação de Graças a todos os mais pobres do que ele e decide que Jack aprendeu a lição. Jack traz para seu pobre quarto algumas poucas provisões que o salário de sua semana lhe permitiu comprar. Enquanto espera a chegada de seus convidados, Jack vai dormir. Seu tio e o velho criado, que o observavam de perto, aproveitam a oportunidade para entrar no quarto de Jack e substituir sua pobre refeição por um verdadeiro banquete de Ação de Graças. Os convidados chegam, o anfitrião acorda, o tio retorna e Jack tem a certeza de que sua prosperidade é real e não um sonho."

## Elenco
- Marie Eline,[1] provavelmente como a jornaleira.
- Frances Gibson é considerada a dama de honra, mas isso é contestado.[2][3]
- William Russell[4]

## Produção
O roteirista do curta é desconhecido, mas provavelmente foi Lloyd Lonergan. Ele era um jornalista experiente empregado pelo The New York Evening World enquanto escrevia roteiros para as produções de Thanhouser. O diretor do filme é desconhecido, mas pode ter sido Barry O'Neil ou Lucius J. Henderson. Os cinegrafistas empregados pela empresa durante essa época incluíam Blair Smith, Carl Louis Gregory e Alfred H. Moses Jr., embora nenhum seja especificamente creditado. O papel do cinegrafista não foi creditado nas produções de 1910. Marie Eline foi escalada para o filme, provavelmente como a jornaleira. Eline já havia interpretado uma jornaleira em Not Guilty. O papel da dama de honra foi reivindicado como Frances Gibson por uma coluna de respostas na Motion Picture Story Magazine . Isso é discutível porque Gibson é conhecido por ter apenas um único crédito com a Thanhouser Company, no lançamento de Nicholas Nickleby em 1912. Nessa época, Gibson estava aparecendo nas produções do Solax Studios. Imediatamente antes e depois de seu único crédito em Thanhouser, Gibson foi contratada pela Solax, levando Bowers a especular que sua aparição naquele filme pode ter sido um projeto especial. Um filme diferente ainda mostra William Russell e abre a possibilidade de identificar os outros atores. Os outros créditos do elenco são desconhecidos, mas muitas produções de Thanhouser de 1910 são fragmentárias. No final de 1910, a empresa Thanhouser divulgou uma lista das personalidades importantes de seus filmes. A lista inclui GW Abbe, Justus D. Barnes, Frank Hall Crane, Irene Crane, Marie Eline, Violet Heming, Martin J. Faust, Thomas Fortune, George Middleton, Grace Moore, John W. Noble, Anna Rosemond, Mrs. Jorge Walters.

## Lançamento e recepção
O drama de rolo único, com aproximadamente 300 metros de comprimento, foi lançado em 22 de novembro de 1910. O filme de drama às vezes era rotulado como uma comédia pelos anunciantes. O filme teve um amplo lançamento nacional e foi exibido nos cinemas da Carolina do Norte, Dakota do Sul, Washington, Kansas, Pensilvânia, e Califórnia. Embora o Havaí ainda não fosse um estado, também foi apresentado como um novo lançamento em julho de 1912.
O filme foi avaliado positivamente pela crítica. Walton, do The Moving Picture News, escreveu que o filme era uma "... história bem encenada e naturalmente representada com uma lição. Há emoção e realidade severa misturadas com fidelidade e ansiedade, o todo fazendo uma história de poder fascinante e edificante." The Moving Picture World resumiu o filme e comentou: "Os contrastes no delineamento da natureza humana constituem os principais pontos de interesse e são elaborados com total apreciação das variedades dramáticas. Os falsos amigos implícitos têm muitas contrapartes, e a maneira como são descritos aqui é muito gráfica para ser mal interpretada." O New York Dramatic Mirror criticou a Bison Pictures da New York Motion Picture Company e as Powers Picture Plays, elogiando a pose da câmera do filme e reconhecendo a atuação da florista como bem retratada.